# Peccato originale e cacciata dal paradiso terrestre

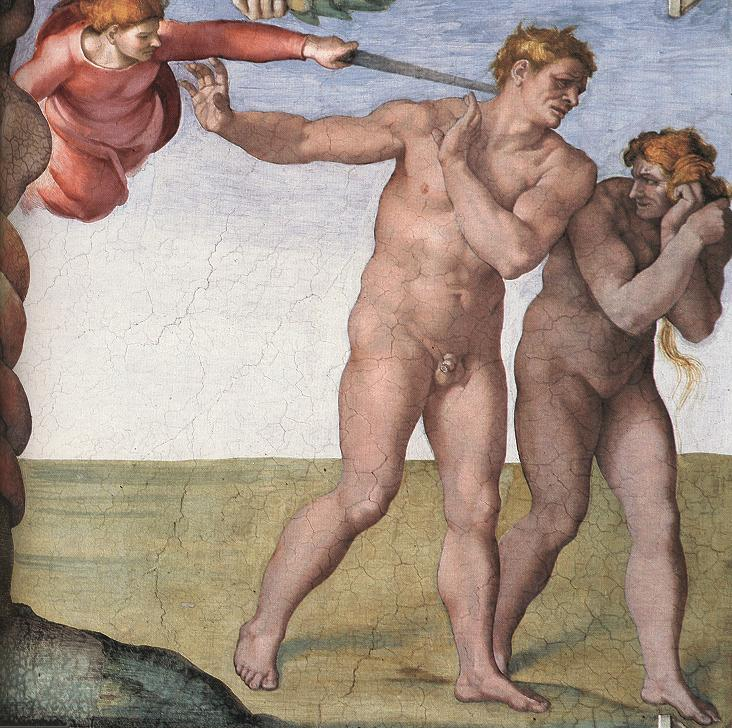
Dettaglio

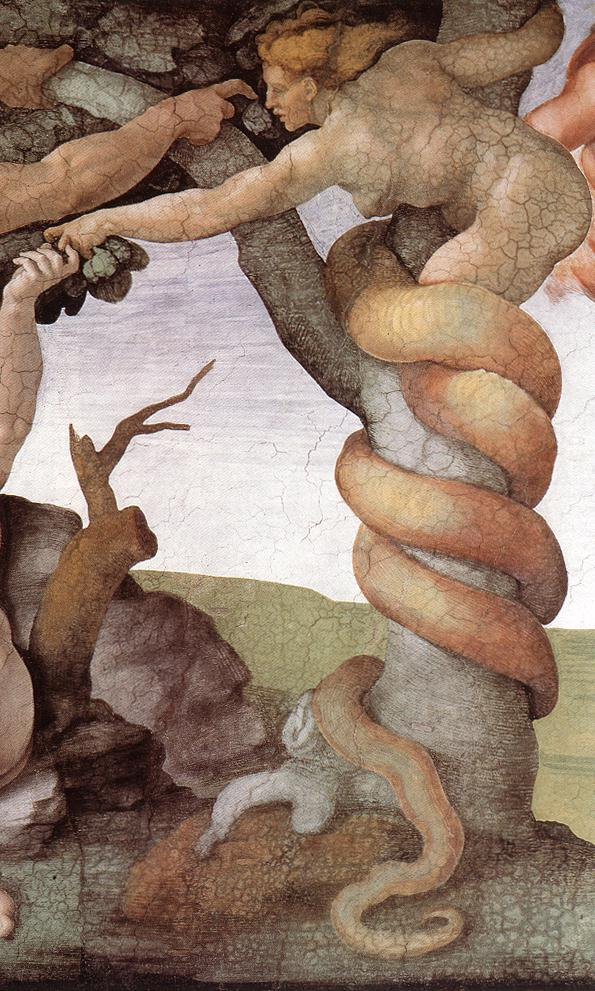
Il serpente

Il Peccato originale e cacciata dal paradiso terrestre è un affresco (280x570 cm) di Michelangelo Buonarroti, databile al 1510 circa e facente parte della decorazione della volta della Cappella Sistina, nei Musei Vaticani a Roma, commissionata da Giulio II.

## Storia
Nel dipingere la volta, Michelangelo procedette dalle campate vicino alla porta d'ingresso, quella usata durante i solenni ingressi in cappella del pontefice e del suo seguito, fino alla campata sopra l'altare. Il Peccato originale e cacciata dal paradiso terrestre (Genesi 3,1-13.22-24) fa quindi parte del primo blocco. In particolare in questa scena e nella prossima (la Creazione di Eva), si nota come le figure divennero più grandi, con un apparato compositivo più sintetico, la gestualità più essenziale e perentoria. Ciò si spiega col licenziamento degli aiuti che, dopo le prime tre storie di Noè, vennero mandati via da Michelangelo poiché insoddisfatto del loro lavoro.
La scena venne dipinta in tredici giornate, a partire dall'angolo in alto a sinistra, dove si trovano le foglie dell'albero, create con pennellate larghe e fluide.

## Descrizione e stile
L'affresco è diviso in due metà dall'Albero della conoscenza del Bene e del Male, più o meno al centro. A sinistra, entro uno spazio delimitato dalle fronde dell'albero e dalla lieve diagonale creata dalle rocce sul terreno, sullo sfondo di un cielo limpido e luminoso avviene la scena del Peccato originale, in cui il serpente tentatore, qui raffigurato parzialmente trasformato in una figura femminile (sviluppando la tradizione che gli assegnava di solito una testina umana), convince Eva a prendere un frutto proibito, porgendoglielo, mentre Adamo sembra allungarsi per prenderne un altro. 
I due progenitori sono nudi ed estremamente atletici, compresa Eva che ha, specialmente nelle braccia, quella muscolarità mascolina tipica delle donne michelangiolesche. 
A destra invece il paesaggio muta bruscamente diventando estremamente spoglio e desolato. Qui l'angelo sta cacciando Adamo ed Eva dal Paradiso Terrestre, minacciandoli con la spada. I loro corpi appaiono improvvisamente rattrappiti e invecchiati, con drammatiche smorfie di dolore sui loro volti che sviluppano l'espressivismo della Cacciata dei progenitori dall'Eden di Masaccio; anche il paesaggio diventa spoglio e arido, in contrasto col giardino verde e fronzuto dell'Eden.
Notevole da un punto di vista compositivo è il gesto complementare e simmetrico del diavolo tentatore e dell'angelo, sull'asse dell'Albero della conoscenza del Bene e del Male. 
Nella lettura a ritroso degli episodi della Genesi come prefigurazione degli avvenimenti della Settimana Santa, la scena simboleggia la Crocifissione di Gesù, col Lignum vitae dell'Albero, messo non a caso al centro, che fu lo stesso, secondo la tradizione, con cui venne fatta la Vera Croce.
Particolarmente efficace è stato il restauro su questa scena, che ha ridato pieno valore ai contrasti tra toni caldi e freddi e ad altri valori pittorici, come le variazioni di modellato, ad esempio morbido e basato su lievi trapassi per Eva prima del peccato, mentre è duro e fitto nel tentatore, particolarmente evidente nelle spire della coda che hanno un effetto a squame cangianti, dal giallo al verde al rosso.
Squillante è il manto rosso dell'angelo, mentre l'incarnato dei progenitori dopo la cacciata è ottenuto tramite una base di ocra, terra d'ombra e bianco, su cui sono state applicate velature di terra d'ombra e terra nera.

## Galleria d'immagini

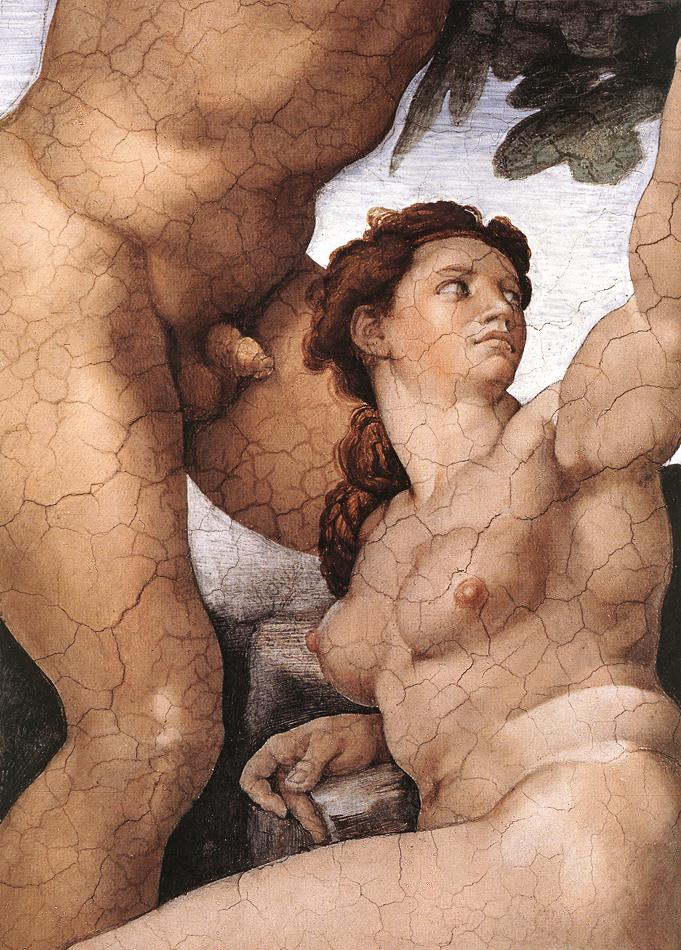
Dettaglio
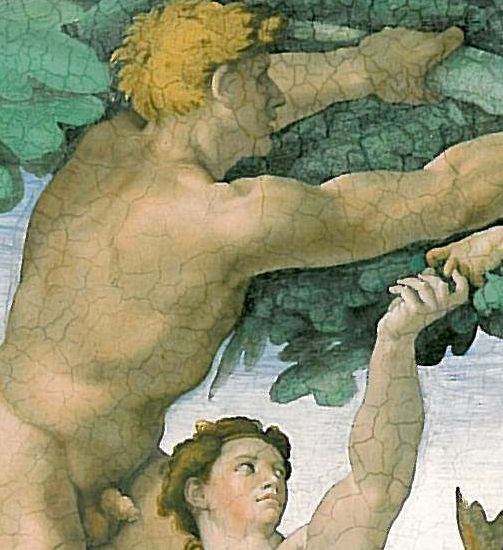
Dettaglio
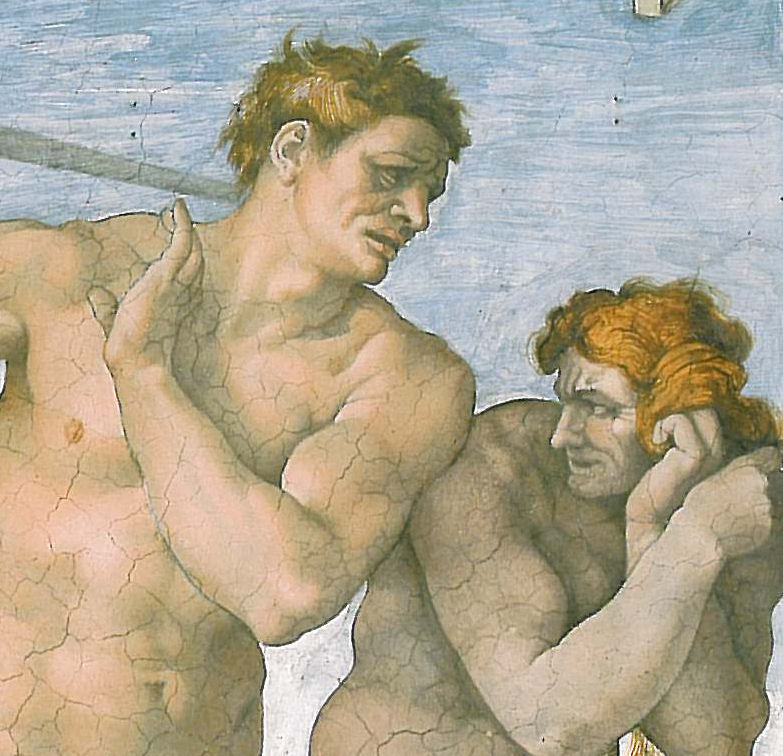
Dettaglio
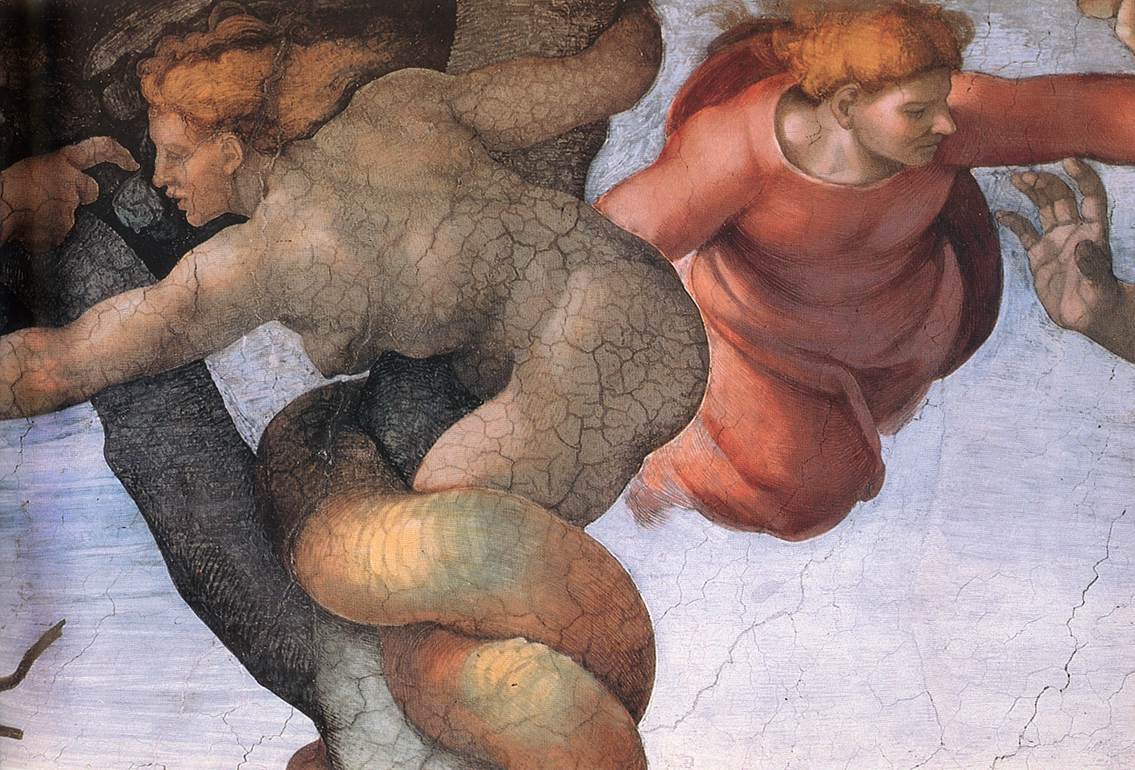
Dettaglio
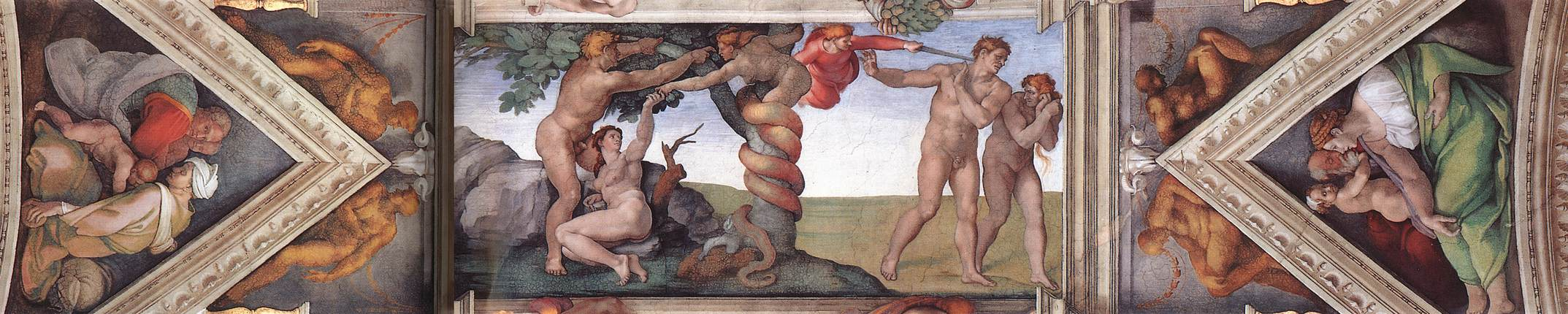
La quarta campata
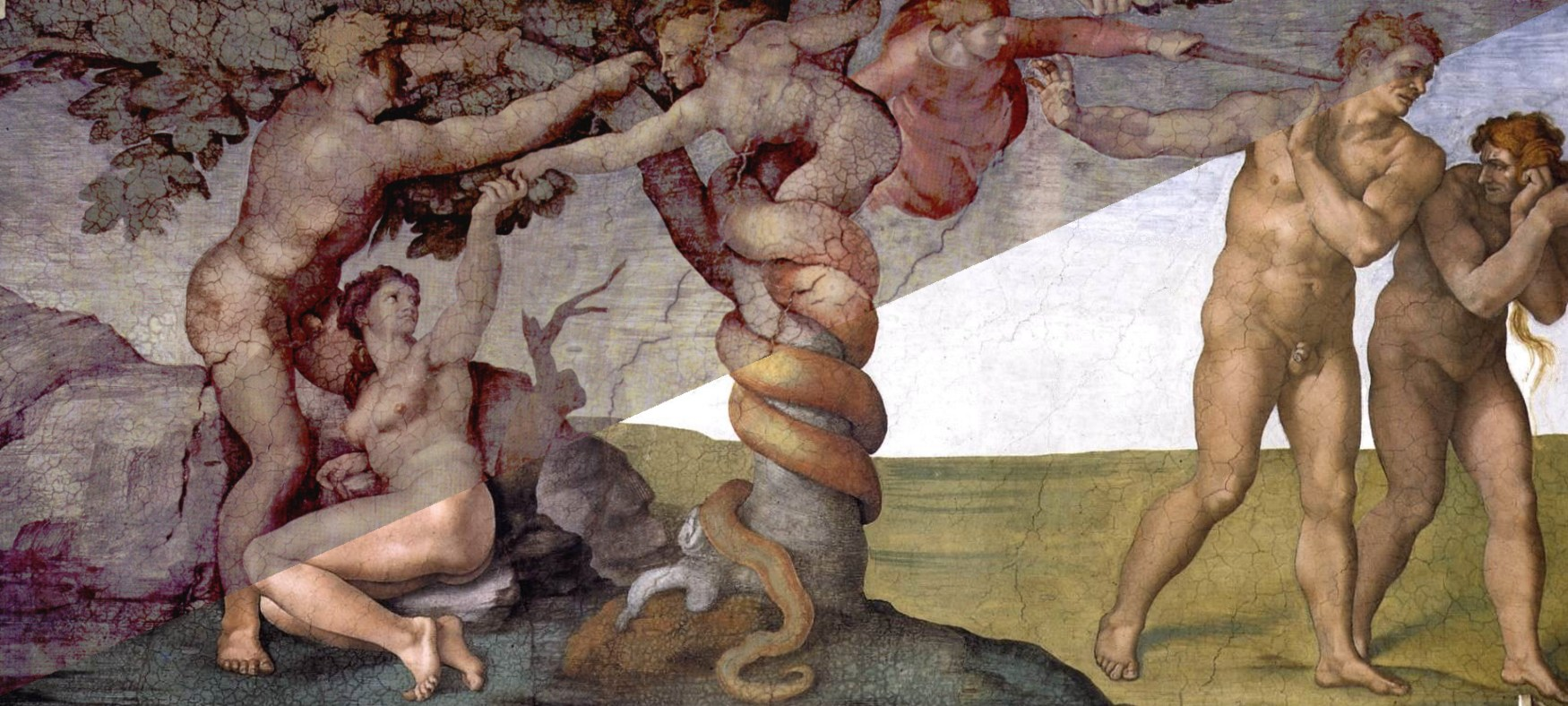
Differenza tra prima e dopo il restauro
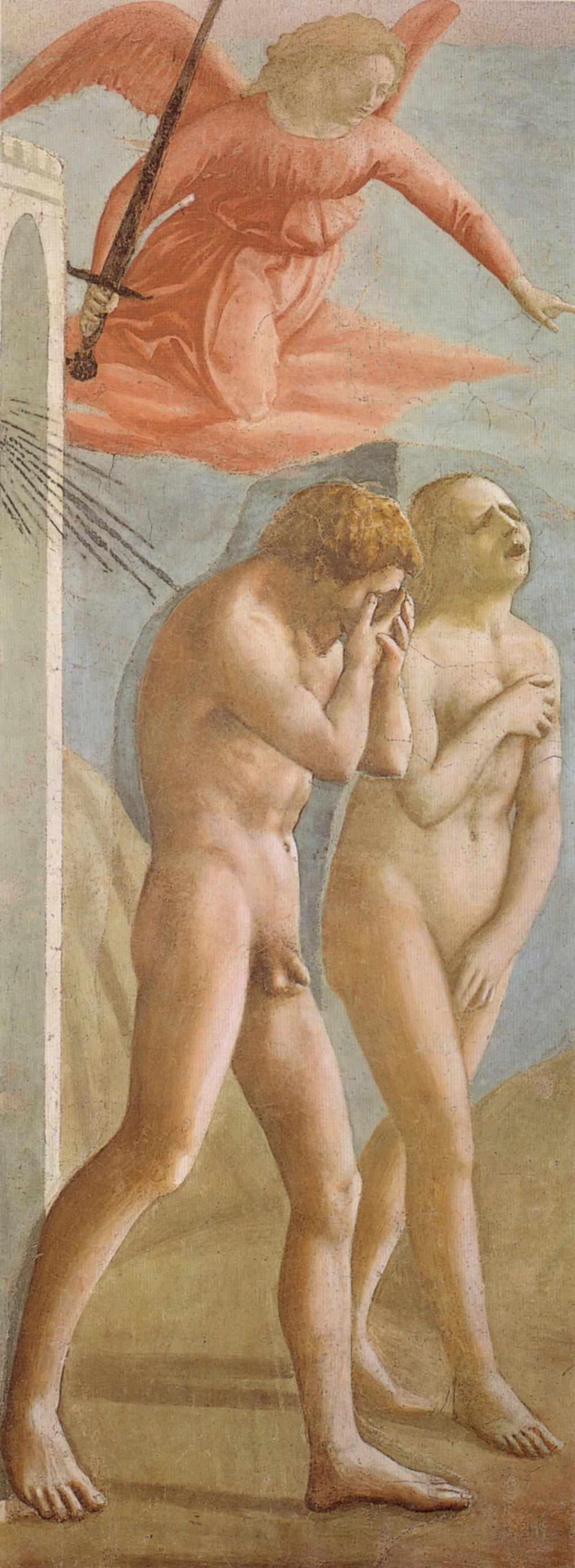
Masaccio, Cacciata dei progenitori dall'Eden
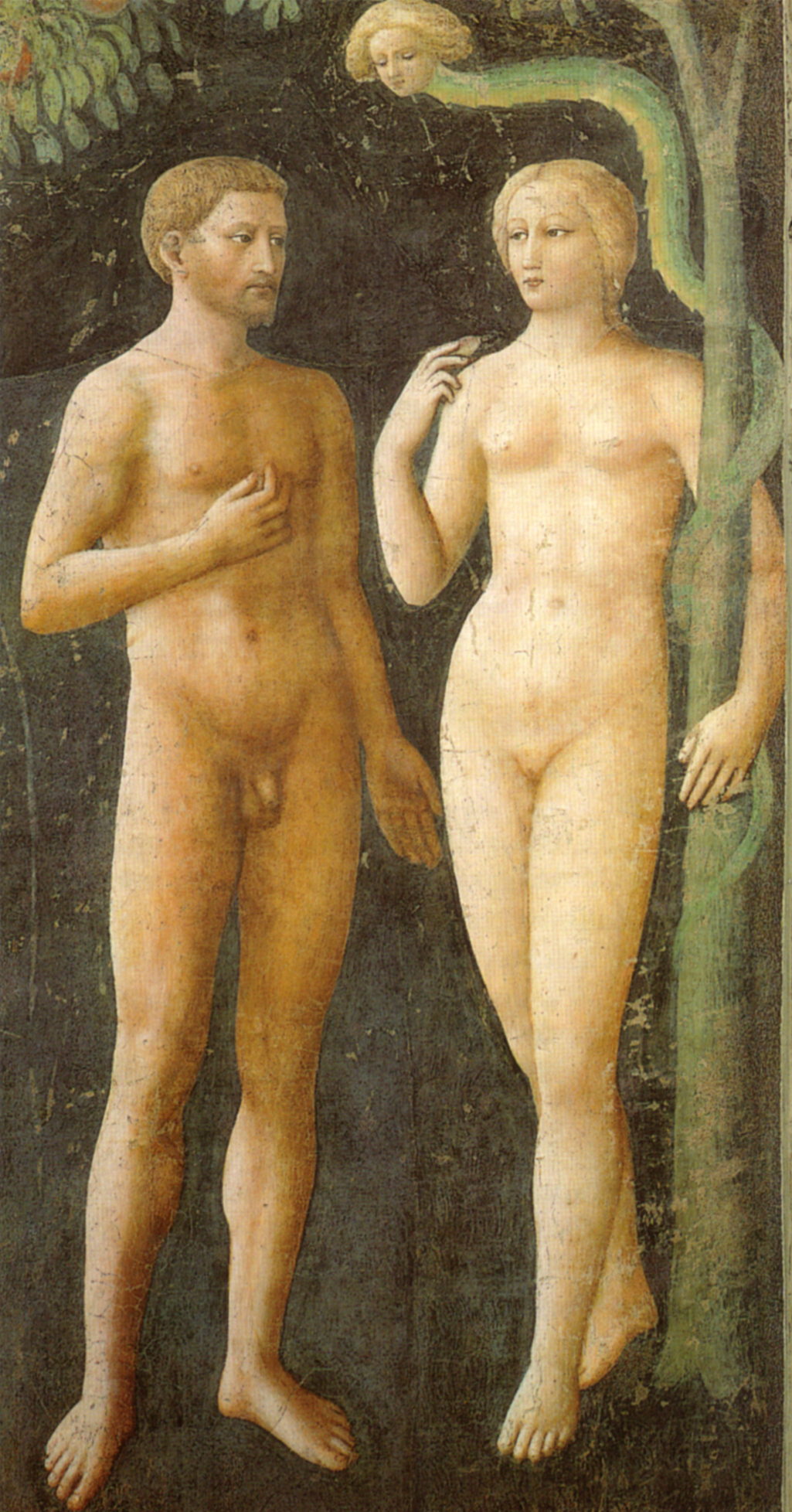
Masolino, Tentazione di Adamo ed Eva